# Dicyphus errans
Dicyphus errans is een wants uit de familie van de blindwantsen (Miridae). De soort werd het eerst wetenschappelijk beschreven door Johann Friedrich Wolff in 1804.

## Uiterlijk
De langwerpige wants kan 4,5 tot 5 mm lang worden en kan grijs, donkerbruin en soms geel gekleurd zijn. De kop is altijd zwart met langs de ogen lichte streepjes. De voorvleugels zijn zo lang als het lichaam en ze zijn nagenoeg doorzichtig met donkere vlekken op het corium en cuneus. De poten zijn lichtbruin met donkere vlekjes op de dijen. De wants lijkt sterk op Dicyphus epilobii; die heeft echter een roodachtig eerste antennesegment terwijl deze bij de zwervende bochelwants donker gekleurd is.

## Leefwijze
De wantsen leven op allerlei behaarde planten en jagen op kleine insecten als bladluizen en tripsen. De soort kent waarschijnlijk twee generaties per jaar en kan van april tot november worden waargenomen. De volwassen dieren overwinteren.

## Leefgebied
De soort komt algemeen voor in kruidenrijke gebieden in Nederland. Het verspreidingsgebied strekt zich verder uit tot het Palearctisch gebied, Azië, het Midden-Oosten en de Kaukasus.